# Helsinki Open 2019
Die Helsinki Open 2019 fanden vom 1. bis zum 3. November 2019 in Helsinki statt. Es war die zwölfte Austragung dieser internationalen Meisterschaften von Finnland im Badminton.

## Sieger und Platzierte
| Disziplin    | Gold                            | Silber                        | Bronze                              |
| ------------ | ------------------------------- | ----------------------------- | ----------------------------------- |
| Herreneinzel | Kasper Lehikoinen               | Justus Kilpi                  | Jan Pasanen                         |
| Herreneinzel | Kasper Lehikoinen               | Justus Kilpi                  | Jesper Paul                         |
| Dameneinzel  | Nella Siilasmaa                 | Nella Nyqvist                 | Jessica Jäntti                      |
| Dameneinzel  | Nella Siilasmaa                 | Nella Nyqvist                 | Tuuli Vasikkaniemi                  |
| Herrendoppel | Anton Monnberg Jesper Paul      | Juha Honkanen Eero Lauri      | Jesper von Hertzen Tony Lindelöf    |
| Herrendoppel | Anton Monnberg Jesper Paul      | Juha Honkanen Eero Lauri      | Julius von Pfaler Marko Pyykönen    |
| Damendoppel  | Mathilda Lindholm Jenny Nyström | Jannica Monnberg Heidi Puro   | Sarah Asfar Nella Nyqvist           |
| Damendoppel  | Mathilda Lindholm Jenny Nyström | Jannica Monnberg Heidi Puro   | Noora Nokkala Paula Oksanen         |
| Mixed        | Julius von Pfaler Jenny Nyström | Marko Pyykönen Linnea Vainula | Kasper Lehikoinen Mathilda Lindholm |
| Mixed        | Julius von Pfaler Jenny Nyström | Marko Pyykönen Linnea Vainula | Anton Monnberg Noora Ahola          |